# Empresa pública
Una Empresa pública o empresa estatal és una empresa que és propietat de l'Estat, ja sigui d'una manera total o parcial, aquest estat pot ser una entitat nacional, regional, municipal o de qualsevol altre tipus. En el cas de propietat parcial, el criteri per a determinar si una empresa ha de ser considerada pública, no és tant el percentatge d'accions en poder del sector privat, sinó el control efectiu que l'estat pot tenir sobre el procés de presa de decisions en l'empresa. La finalitat d'aquestes empreses pot ser oferir serveis públics, incentivar la producció del país o generar llocs de treball.